# Frachdale

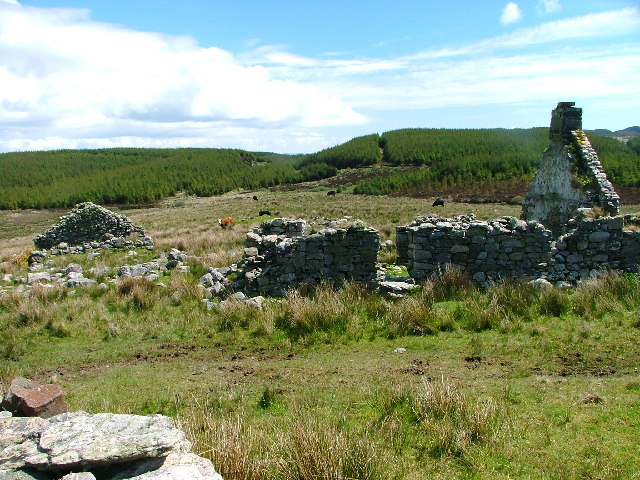
Ruinen von Frachdale

Frachdale, auch Fracle oder Fractle, ist eine aufgegebene Siedlung auf der schottischen Hebrideninsel Islay. Frachdale befand sich etwa einen Kilometer südöstlich der Nordwestküste der Halbinsel Oa etwa 1,5 km südlich von Kintra und zwei Kilometer nordwestlich von Cornabus. Östlich des Siedlungsgebietes verläuft ein Bach, der sich bei Kintra in den Atlantischen Ozean ergießt. Die Ortschaft war Endpunkt eines Weges, der über Kintra nach Port Ellen führt.
Im Jahre 1841 wurden in Frachdale noch 21 Personen gezählt, die sich auf zwei Familien aufteilten. Hiervon waren zehn weiblichen und elf männlichen Geschlechts. 1851 waren es nur noch acht Frauen und vier Männer. 1882 befanden sich in Frachdale vier Gebäude, von denen zwei unbedacht, eines teilweise bedacht und eines bedacht waren. 1981 waren bereits alle vier Gebäude Ruinen.